# Cinema Strange
Cinema Strange – amerykański zespół death rockowy powstały w 1994 roku.
Po kilku zmianach w składzie zespołu, obecnie działa jako kwartet.
Teksty zespołu przepełnione są melancholią, zespół stara się nawiązać w nich do estetyki teatru początków XX wieku. W 2008 roku grupa muzyczna wystąpiła w Polsce, podczas festiwalu Castle Party, w Bolkowie.

## Dyskografia
- 1994: Cinema Strange (Demo)
- 1996: Acrobat Amaranth Automaton (Demo)
- 1999: Falling... Caterwauling
- 2000: Cinema Strange
- 2002: The Astonished Eyes of Evening
- 2004: A Cinema Strange 10th Anniversary Novelty Product
- 2005: Pressed Flowers / Squashed Blossoms (DVD)
- 2006: Quatorze Examples Authentiques du Triomphe de la Musique Décorative